# 오스피탈 12 데 옥투브레역
오스피탈 도세 데 옥투브레 역(스페인어: Hospital 12 de Octubre →10월 12일 병원)은 마드리드 지하철 3호선의 역이다. 마드리드 우세라 구의 글로리에타 데 말라가 거리 지하에 위치해 있다. 요금구역 상으로는 A구역에 속한다.
역 주변에 10월 12일 병원이 있다고 하여 이러한 역명이 붙었으며, 병원 외에도 주택가 지역인 산페르민 구역 등의 지하철 수요를 담당한다.

## 역사
2007년 4월 21일 3호선의 비야데르데 알토 연장구간 개통과 함께 처음으로 문을 열었다. 이 역의 승강장 길이는 108m이며, 최대너비는 34.4m이다. 깊이는 20m에 달한다. 대합실과 승강장의 두 층으로 나뉘어 있으며 에스컬레이터와 엘레베이터가 설치되어 편의를 도왔다.
역내에는 55 x 5m 크기의 벽화인 〈Humani Corpore〉가 설치되어 있다. 스페인의 도예가 카를로스 알론소와 디자이너 루이스 사르다, 코스타리카 출신의 구스타보 케사다가 공동 작업한 작품이다. 벽화에는 19세기 해부도를 배경으로 열두 명의 사람이 서 있는 모습을 표현하였으며, 인체와 의학에 대한 경의를 표하고 있다.

## 환승 정보
역 주변에 시내버스 정류장이 네 곳 있다. 시외버스 노선도 역 부근을 경유한다.
버스
- 시내버스
  - 18, 22, 59, 76, 79, 81, 85, 86, 121번 노선 (주간)
  - N13, N14번 노선 (야간)
- 시외버스
  - 411, 419, 421, 422, 423, 424, 426, 429, 447, 448번 노선 (주간)
  - N401, N402번 노선 (야간)

지하철
| 마드리드 지하철                      | 마드리드 지하철       | 마드리드 지하철       |
| ------------------------------------ | --------------------- | --------------------- |
| 산 페르민-오르카수르 비야베르데 알토 | 마드리드 지하철 3호선 | 알멘드랄레스 몽클로아 |